# AS Весов
AS Весов (лат. AS Librae) — двойная затменная переменная звезда типа W Большой Медведицы (EW) в созвездии Весов на расстоянии (вычисленном из значения параллакса) приблизительно 21097 световых лет (около 6468 парсеков) от Солнца. Видимая звёздная величина звезды — от +13,9m до +13,2m. Орбитальный период — около 0,5538 суток (13,291 часов).